# Teleacras
Teleacras è un'emittente televisiva fondata ad Agrigento il 31 dicembre 1975. Il nome si ispira a quello greco della città di Agrigento: Akragas.
Il videogiornale è diretto da Angelo Ruoppolo, mentre la redazione è composta da Gero Micciché e Gloria Scafè.

## Storia dell'emittente
Teleacras è sorta il 31 dicembre 1975 prima che la sentenza della Corte Costituzionale del 1976 liberalizzasse le trasmissioni via etere, purché di solo ambito locale. La prima sede operative si trovava alla Rupe Atenea ad Agrigento nel posto più alto della cittadina dove erano posizionate le antenne televisive della città e delle tv siciliane di quel periodo. Nel 1983 Teleacras viene ricapitalizzata e rilanciata, con il passaggio alle trasmissioni a colori. Teleacras produce 6 edizioni quotidiane di Videogiornale, un settimanale sportivo, un settimanale di attualità, talk-show e le telecronache dei principali avvenimenti agonistici oltre a dirette dei consigli comunali e provinciali, spettacoli e collegamenti audio-video, produzioni e post-produzioni broadcast.
Pioniera dell'emittenza privata per la provincia di Agrigento ma in generale per tutta la Sicilia, Teleacras ha una sua spiccata individualità ed un preciso impegno per le problematiche locali. L'emittente ha avuto nel giugno del 1994 un Premio Speciale Tv Locali realizzato da Millecanali, rivista del settore tv e radio, per il servizio denominato "Guerra di casa nostra" ed il premio Oscar Tv Locali 1996 per il migliore notiziario italiano delle tv locali assieme ad altre 7 emittenti premiate anch'esse all'edizione di Antennacinema a Conegliano (TV).
La rivista Millecanali così si esprime in un suo numero di giugno 1994, a proposito di un'operazione dei ROS per fatti di sangue di stampo mafioso accaduti in provincia dopo l'omicidio del giudice Rosario Livatino: I ROS di Palermo l'hanno acquisito come documentazione utile per il loro lavoro; un riconoscimento alla cura e all'approfondimento con cui è realizzato questo lavoro di Teleacras........ Comune per comune, sono stati radiografati tutti gli equilibri mafiosi. Autori Alfredo Conti e Carmelo Sardo.
Per alcuni periodi Teleacras ha trasmesso anche via satellite nel mese di maggio 2002 (Eutelsat II-F3 21.5°E) e nella prima metà del 2004 (Eutelsat II-F3 21.5°E e Hellas Sat 39°E). In precedenza ha fatto parte del consorzio Euromed insieme a TRM e Video Mediterraneo trasmesso sui 13°Est.
A seguito della scomparsa dello storico editore Giovanni Micciché, la direzione del canale televisivo è passata al figlio, Gero Micciché.
Il primo gennaio 2017, in occasione dei 40 anni della prima trasmissione in tv, Teleacras ha rinnovato il proprio logo, stile del sito web e i bumper spot, e dato il via a un palinsesto che comprende trasmissioni dedicate ai più giovani, trend inaugurato con GameCompass, talk show dedicato ai videogame, successivamente diventato anche una compagnia di sviluppo di videogiochi.